# 原田都愛
原田 都愛（はらだ とあ、2005年4月2日 - ）は、日本のアーティスト、女優、歌手、ダンサー。Girls2のメンバー。神奈川県出身。

## 来歴
2018年、LDH JAPAN主催のTHE GIRLS AUDITIONに俳優部門で合格。
2019年4月から、ガールズ×戦士シリーズ第3作となる『ひみつ×戦士 ファントミラージュ!』に紫月ヨツバ/ ファントミクローバー役で出演し、同番組から派生したユニット・mirage²のメンバーとして活動グループmirage²に加入した。
2020年4月より『おはスタ』のおはガールに新メンバーとして追加加入し、小川桜花と共に月曜日担当となる。
アルバルク東京公式応援ガールズ衣装のユニフォームの背番号は25²。
2021年2月28日に開催された第32回マイナビ東京ガールズコレクションでは、Girls²でオープニングアクトとして出演した他、個人でもメインモデルを務めた。
2021年7月期のドラマ『ガル学。〜ガールズガーデン〜』（テレビ東京）にトア役で出演。
同年10月1日、菱田未渚美、山口綺羅、石井蘭とともにおはガールを卒業した。
2025年7月15日、同年8月末でGirls²を卒業することを発表した。

## 人物
Girls²公式サイトからの引用
- EXPG STUDIO YOKOHAMA 出身
- 趣味：グラフィックデザイン、(ハイパーヨーヨー、スライム作り)
- 特技：ファッションコーディネート、（運動全般）
- 好きな食べ物：レタス
- 好きな飲み物：水、ウーロン茶、ライフガード
- 好きな色：紫色
- 好きな漫画/アニメ：「ハイキュー!!」、「終わりのセラフ」
- 好きなスポーツ：走る系
- 好きなゲーム：スプラトゥーン
- 好きな映画：「君の膵臓をたべたい」、「教場」
- 好きな曲：優里「ビリミリオン」、Tani Yuuki 「愛言葉」、鈴木伸之「フタリノリ」、嵐「エナジーソング～絶好調超!!!!～」
- 好きなYouTuber/インフルエンサー：スカイピース、けみお、ぺこ、りゅうちぇる、ぺえ
- 好きな絵文字：😁✌️
- 好きな動物：わんちゃん、カワウソ
- 好きなファッション：全部
- 憧れの人：ぺこ、りゅうちぇる、安室奈美恵、TAKUYA∞
- 特技：ファッションコーディネート
- 趣味：グラフィックデザイン
- 座右の銘：有言実行
- アーティストでなかったらやってみたい職業：保育士
- 性格は、石井蘭いわく、「mirage²で一番サバサバしている」。テレビ番組では、「平和主義の自由人」というキャッチフレーズで紹介されたことがある

## 出演

### テレビドラマ
- ガールズ×戦士シリーズ（テレビ東京）
  - ひみつ×戦士 ファントミラージュ!（2019年4月 - 2020年6月28日） - 紫月ヨツバ/ ファントミクローバー 役
  - ポリス×戦士 ラブパトリーナ! 第10話・第43話（2020年9月27日・2021年5月23日） - 紫月ヨツバ / ファントミクローバー 役
- ガル学。〜ガールズガーデン〜 (2021年7月7日 - 9月29日、テレビ東京） - トア 役[3]

### テレビ番組
- おはスタ（テレビ東京）
  - （2019年9月25日・10月30日・12月24日・2020年2月5日） - ゲスト出演
  - （2020年4月6日 - 2021年10月1日） - 月曜おはガール
- スマイルスタジアムNST（2020年2月15日、NST新潟総合テレビ)
- この恋イタすぎました（2022年8月4日−1月21日）（11月3日- 稲村役）
- 夜バケット（2022年8月20日、日本テレビ）

### 映画
- 劇場版 ひみつ×戦士 ファントミラージュ! 〜映画になってちょーだいします〜（2020年7月23日） -  紫月ヨツバ / ファントミクローバー  役
- 劇場版 ポリス×戦士 ラブパトリーナ! ～怪盗からの挑戦！ ラブでパパッとタイホせよ！～（2021年5月21日） - 紫月ヨツバ / ファントミクローバー 役

### テレビアニメ
- キラッとプリ☆チャン 第68話（2019年7月28日、テレビ東京） - 紫月ヨツバ / ファントミクローバー 役
- ガル学。〜聖ガールズスクエア学院〜（2020年4月 - 2021年3月、テレビ東京） - トア 役

### ファッションショー
- Rakuten GirlsAward 2023 AUTUMN/WINTER（2023年9月30日、幕張メッセ）[5]
  - TGC MATSUYAMA 2024 by TOKYO GIRLS COLLECTION（2024年7月13日、愛媛県武道館）[6]

### ラジオ
- RADIO MASHUP（2019年6月9日・16日・2020年2月16日、Fm yokohama）
- Girls²のがるがるトーク!（2021年7月3日-、文化放送）